# 白川橋停留場
白川橋停留場（しらかわばしていりゅうじょう）は、かつて熊本県熊本市にあった熊本市交通局川尻線に属した電停（廃駅）である。

## 構造
- 熊本県道22号熊本停車場線（産業道路）に接する専用軌道上にある相対式2面2線であった。
- 電停の接して市営バス本山営業所や白川橋を渡って徒歩で熊本駅に行けるので乗継に適していた。

## 歴史
- 1927年（昭和2年）4月27日 熊本電気軌道時代、泰平橋 - 世安橋間開業と共に開設。
- 1945年（昭和20年）12月1日 熊本市が百貫線と共に川尻線買収、熊本市交通局の路線となる。
- 1965年（昭和40年）2月21日 川尻線廃止に伴い、当駅も廃止。

## 現在
- 白川橋電停跡は、白川の河川改修で場所が特定しづらくなっている中で「白川橋」のガード下や市バス本山営業所(現・熊本都市バス本山営業所)裏手の道路になっている。

## 隣の停留場
熊本市交通局
川尻線
泰平橋電停 - 白川橋電停 - 世安橋電停